# Visby/Roma HK
Visby/Roma HK – szwedzki klub hokeja na lodzie z siedzibą w Visby.